# Bahnwasserturm Geesthacht

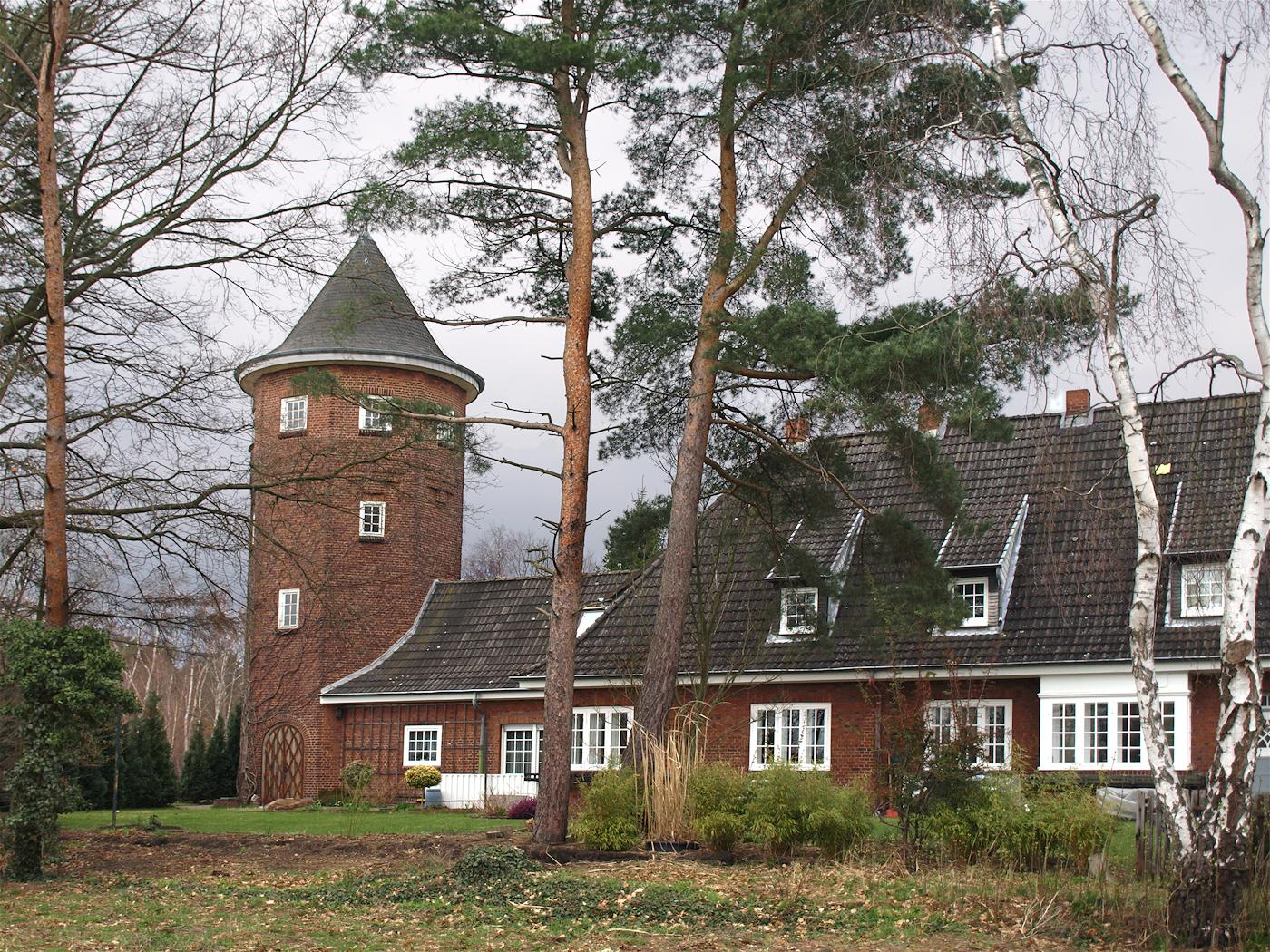
Ensemble mit Bedienstetenhaus

Der kleine, gut erhaltene Wasserturm der Bergedorf-Geesthachter Eisenbahn steht in Geesthacht an der Grenzstraße neben den alten Gleisanlagen. Mit dem ehemaligen Arbeiterwohnhaus bildet er ein zusammenhängendes Gebäudeensemble und steht mit diesem unter Denkmalschutz.

## Bauwerk
Der 1917 errichtete Wasserturm hat einen oktogonalen Grundriss und wird von einem Kegeldach abgeschlossen. Es handelt sich um eine Betonkonstruktion mit Backsteinverkleidung. Ein mit Rautenmuster verziertes rundbogiges Tor im Erdgeschoss bildet den repräsentativen Eingang. Wenige kleine Fenster belichten die Geschosse unterhalb des Behälters. Reliefartig vorspringendes Ziermauerwerk bildet den Übergang zum Behältergeschoss. Dieses weist einen Kranz von acht größeren Fenstern auf.
Ein 30 m³ fassender, zylindrischer Wasserbehälter im Innern diente als Brauchwasservorrat für die Dampflokomotiven. Außerdem gab es einen kleinen Trinkwasserbehälter im Dachgeschoss.
Der Turm steht nicht frei, nach Nordosten schließt sich ein Anbau mit Satteldach an, der zum anschließenden Arbeiterwohnhaus überleitet.

## Geschichtliches zur Wasserversorgung der Bergedorf-Geesthachter Eisenbahn
Am 1. Mai 1907 erfolgte die Gründung der Bergedorf-Geesthachter Eisenbahn. Nachdem 1915 die Dynamitfabrik Krümmel angeschlossen worden war, nahm der Güterverkehr erheblich zu. Die Rüstungsproduktion für den Ersten Weltkrieg lief auf Hochtouren, wobei die Bergedorf-Geesthachter Eisenbahn die Verbindung zur Bahnstrecke Hamburg–Berlin herstellte.
Es kam zur Erweiterung der Bahnanlagen, wozu auch der Bau des Wasserturms gehörte, der die dampfbetriebenen Lokomotiven mit Kesselwasser versorgen sollte. Als Anbau errichtete man ein Wohnhaus für die Eisenbahnbediensteten im Baustil der Heimatschutzarchitektur. Der Turmbau wurde vom Betonwerk H. Magens aus Hamburg ausgeführt, das Wohnhaus bauten die Firma Ohlrogge und der Maurermeister Cuslack. 1917 waren die Baumaßnahmen abgeschlossen.

## Stilllegung und weitere Nutzung
Der Wasserturm war bis Anfang der 1950er Jahre in Betrieb, nach der Umstellung auf Diesellokomotiven wurde er stillgelegt. Nach dem Zweiten Weltkrieg verlor die Bahn ihre Bedeutung im Güterverkehr. Auch die Personenbeförderung war infolge besserer Busverbindungen stark rückläufig, sodass 1953 der Personenverkehr eingestellt wurde.
Das Ensemble mit Wasserturm und Arbeiterwohnhaus ist heute in Privatbesitz und wird zu Wohnzwecken genutzt.